# Circonscription de Sidi Slimane
La circonscription de Sidi Slimane est la circonscriptions législatives marocaines de la province de Sidi Slimane située en région Rabat-Salé-Kénitra. Elle est représentée dans la Xe législature par Yassine Radi, Abdelwahed Radi, Mohamed El Hafyani ,Abdelilah Masmoudi et Maryam Khallouki. 

## Description géographique et démographique
Selon la liste des cercles, des caïdats et des communes de 2009, la province de Sidi Slimane est composée de 11 communes, dont 2 deux communes urbaines (ou municipalités) : Sidi Slimane, son chef-lieu, et Sidi Yahya El Gharb.[réf. nécessaire]
Les 9 communes rurales restantes sont rattachées à 5 caïdats (eux-mêmes rattachés au cercle de Sidi Slimane) :
- caïdat de Boumaiz :  Oulad Ben Hammadi et Boumaiz ;
- caïdat de Kceibya : Sfafaa et Kceibya ;
- caïdat de Dar Bel Amri : Azghar et Dar Bel Amri ;
- caïdat de M’saada : M'Saada et Oulad H'Cine ;
- caïdat d'Ameur Chamalia : Ameur Chamalia.

Aucune de ces communes rurales n'ayant un centre homologué comme centre urbain, les seules localités considérées comme des villes sont ces municipalités : Sidi Slimane et Sidi Yahya El Gharb.

## Historique des députations
| IXe  | 26 novembre 2011 | 7 octobre 2016   |  | Mostapha El Jari (UC)    |  | Abdelwahed Radi (USFP) |  | Mohamed Hanine (RNI)     |
| Xe   | 8 octobre 2016   | 8 septembre 2021 |  | Yassine Radi (UC)        |  | Abdelwahed Radi (USFP) |  | Mohamed El Hafyani (PJD) |
| XIe  | 9 septembre 2021 | 27 juillet 2023  |  | Yassine Radi (UC)        |  | Abdelwahed Radi (USFP) |  | Anouar Sabri (RNI)       |
| XII  | 28 juillet 2023  | 3 juin 2024      |  | Abdelilah Masmoudi (RNI) |  |                        |  |                          |
| XIII | 4 juin 2024      | ?                |  | Maryam Khallouki (UC)    |  |                        |  |                          |

## Historique des élections

### Découpage électoral d'octobre 2011

#### Élections de 2016
| Parti       | Parti                                                       | Voix    | %      | Député(s) élus     |  |
| ----------- | ----------------------------------------------------------- | ------- | ------ | ------------------ |  |
|             | Union constitutionnelle (UC)                                | 12 536  | 19,47  | Yassine Radi       |  |
|             | Union socialiste des forces populaires (USFP)               | 10 733  | 16,67  | Abdelwahed Radi    |  |
|             | Parti de la justice et du développement (PJD)               | 10 192  | 15,83  | Mohamed El Hafyani |  |
|             | Parti authenticité et modernité (PAM)                       | 9 150   | 14,21  |                    |  |
|             | Parti du progrès et du socialisme (PPS)                     | 6 779   | 10,53  |                    |  |
|             | Rassemblement national des indépendants (RNI)               | 4 689   | 7,28   |                    |  |
|             | Mouvement populaire (MP)                                    | 3 251   | 5,05   |                    |  |
|             | Parti de l'Istiqlal (PI)                                    | 1 314   | 2,04   |                    |  |
|             | Parti démocratique de l'indépendance (PDI)                  | 1 208   | 1,88   |                    |  |
|             | Mouvement démocratique et social (MDS)                      | 934     | 1,45   |                    |  |
|             | Fédération de la gauche démocratique (FGD)                  | 818     | 1,27   |                    |  |
|             | Front des forces démocratiques (FFD)                        | 599     | 0,93   |                    |  |
|             | Parti de l'environnement et du développement durable (PEDD) | 482     | 0,75   |                    |  |
|             | Parti Al Ahd Addimocrati (AHD)                              | 469     | 0,73   |                    |  |
|             | Parti de la société démocratique (PSD)                      | 376     | 0,58   |                    |  |
|             | Parti de la renaissance et de la vertu (PRV)                | 271     | 0,42   |                    |  |
|             | Parti démocrate national (PDN)                              | 211     | 0,33   |                    |  |
|             | Parti de l'unité et de la démocratie (PUD)                  | 203     | 0,32   |                    |  |
|             | Parti du centre social (PCS)                                | 126     | 0,20   |                    |  |
|             | Parti travailliste (PT)                                     | 48      | 0,07   |                    |  |
|             |                                                             |         |        |                    |  |
| Inscrits    | Inscrits                                                    | 144 564 | 100,00 |                    |  |
| Abstentions | Abstentions                                                 | 80 175  | 55,46  |                    |  |
| Exprimés    | Exprimés                                                    | 64 389  | 44,54  |                    |  |

#### Élections de 2021
| Parti       | Parti                                                       | Voix    | %      | Députés élus    |  |
| ----------- | ----------------------------------------------------------- | ------- | ------ | --------------- |  |
|             | Union constitutionnelle (UC)                                | 25 136  | 28,89  | Yassine Radi    |  |
|             | Union socialiste des forces populaires (USFP)               | 18 607  | 21,39  | Abdelwahed Radi |  |
|             | Rassemblement national des indépendants (RNI)               | 17 212  | 19,78  | Anouar Sabri    |  |
|             | Parti authenticité et modernité (PAM)                       | 9 977   | 11,47  |                 |  |
|             | Parti de l'Istiqlal (PI)                                    | 3 862   | 4,44   |                 |  |
|             | Mouvement populaire (MP)                                    | 2 067   | 2,38   |                 |  |
|             | Parti de la justice et du développement (PJD)               | 1 735   | 1,99   |                 |  |
|             | Parti du progrès et du socialisme (PPS)                     | 1 625   | 1,87   |                 |  |
|             | Front des forces démocratiques (FFD)                        | 1 545   | 1,78   |                 |  |
|             | Parti de l'équité (PRE)                                     | 1 409   | 1,62   |                 |  |
|             | Parti marocain libéral (PML)                                | 1 103   | 1,27   |                 |  |
|             | Parti démocratique de l'indépendance (PDI)                  | 560     | 0,64   |                 |  |
|             | Parti travailliste (PT)                                     | 472     | 0,54   |                 |  |
|             | Parti de la renaissance et de la vertu (PRV)                | 398     | 0,46   |                 |  |
|             | Union marocaine pour la démocratie (UMD)                    | 366     | 0,42   |                 |  |
|             | Parti de l'environnement et du développement durable (PEDD) | 360     | 0,41   |                 |  |
|             | Parti de la renaissance (PAN)                               | 181     | 0,21   |                 |  |
|             | Parti du centre social (PCS)                                | 153     | 0,18   |                 |  |
|             | Parti socialiste unifié (PSU)                               | 117     | 0,13   |                 |  |
|             | Parti de la réforme et du développement (PRD)               | 58      | 0,07   |                 |  |
|             | Parti de l'unité et de la démocratie (PUD)                  | 56      | 0,06   |                 |  |
|             |                                                             |         |        |                 |  |
| Inscrits    | Inscrits                                                    | 152 096 | 100,00 |                 |  |
| Abstentions | Abstentions                                                 | 65 097  | 42,80  |                 |  |
| Exprimés    | Exprimés                                                    | 86 999  | 57,20  |                 |  |